# Anga (India)
Anga fu un regno dell'antica India. Era il più orientale dei Mahajanapada, i sedici grandi regni descritti dal testo buddista Anguttara Nikaya. Si trovava a oriente del regno rivale di Magadha, da cui era separato dal fiume Champa. La sua capitale era anch'essa denominata Champa (odierna Champapuri, nei pressi di Bhagalpur) nell'attuale stato indiano di Bihar. Il regno era noto per i suoi commerci e la sua ricchezza.

## Mitologia
Secondo il racconto del Mahabharata, il regno fu affidato a Karna da Duryodhana. Al tempo il regno era una terra desolata abitata dai demoni daitya. Karna li sconfisse e vi introdusse l'agricoltura, facendo di Anga un grande regno. Anga fu infine conquistato dal vicino regno di Magadha intorno al V secolo a.C., quando Bimbisara di Magadha uccise l'ultimo re di Anga Brahmadatta.